# Complotto di Mornay
Il  complotto di Mornay fu una congiura organizzata nel 1574 per assassinare re Giovanni III di Svezia, liberare l'imprigionato Eric XIV di Svezia e porre lui o il duca Carlo di Svezia (futuro Carlo XI) sul trono svedese. Il complotto venne ordito da Charles de Mornay, cortigiano svedese di origini francesi ugonotte con contatti politici internazionali. Fu uno dei tre principali complotti volti a liberare Eric XIV, preceduto da uno nel 1569 e seguito da uno del 1576.

## Il complotto
Nell'estate del 1572, l'ambasciatore francese in Danimarca, Charles de Dançay, condusse dei negoziati segreti con dei non ben definiti nobili svedesi per deporre Giovanni III di Svezia dal suo trono. Enrico III di Francia era uno dei candidati a quel regno. Nel 1573 Charles de Mornay venne confermato come agente di Dançay in Svezia. Charles de Mornay, un protestante francese di origini ugonotte era al servizio del re di Svezia ed era imparentato con Charles de Dançay. Quando Enrico venne eletto re di Polonia nel giugno del 1573, il complotto per intronarlo quale re di Svezia prese pieghe differenti.
L'idea costante nella mente dei partecipanti al complotto, ad ogni modo, era quella di deporre Giovanni III. Charles de Mornay contattò Cristina di Danimarca, regina titolare di Danimarca, Norvegia e Svezia, per ottenere dei fondi per detronizzare Giovanni III, come pure per ottenere il sostegno dei Paesi Bassi tramite il suo inviato monsieur La Garde. L'idea era mutata: deporre Giovanni III per intronare Eric XIV, il quale però andava liberato prima di tutto dalla prigione. Charles de Mornay, che in precedenza era stato uno dei favoriti di Eric XIV, promise al duca Carlo le ricche riserve d'oro del reame svedese in caso di vittoria. Tra gli altri cospiratori si sa che prese parte al complotto anche il giardiniere francese di Eric, Jean Allard.
Giovanni III doveva essere ucciso durante una "danza delle spade" eseguita da mercenari scozzesi nel corso di una festa che si sarebbe svolta ad ottobre il giorno precedente la partenza degli stessi alla volta del Baltico. Charles de Mornay contattò Archibald Ruthwen e Gilbert Balfour, comandanti delle truppe mercenarie scozzesi giunte in Svezia nel giugno del 1573.  
A settembre 1573, i mercenari giunsero a Stoccolma. Ad ogni modo, forse per la troppa tensione accumulata per l'evento, de Mornay perse il controllo di sé e non diede l'ordine ai mercenari di agire. Ad ottobre, il capitano mercenario scozzese Hugh Cahun informò il re del complotto ai suoi danni, ma poi negò tutto quanto e pertanto venne giustiziato per spergiuro. Sul finire del mese, i mercenari scozzesi lasciarono la Svezia per prestare servizio nella guerra di Livonia nell'Estonia svedese.

## Scoperta del complotto e processo
All'inizio del 1574, si aprì un conflitto tra i mercenari scozzesi e tedeschi al servizio degli svedesi in Estonia. Durante degli interrogatori, venne scoperta l'esistenza di un complotto ai danni del re di Svezia. Gilbert Balfour accusò Charles de Mornay di aver diretto i negoziati e Pontus De la Gardie informò il re di quanto scoperto, ordinando pertanto l'arresto di de Mornay. De Mornay venne convocato a corte quattro volte, ma questi preferì fuggire presso il duca Carlo. Nell'agosto del 1574, Charles de Mornay venne arrestato mentre tentava di lasciare la Svezia a bordo di una nave dal porto di Nyköping.
Mornay venne processato a Stoccolma l'11 agosto ed il processo ebbe una notevole rilevanza all'epoca dal momento che coinvolse personalità di notevole spessore e potere come ad esempio il duca Carlo, fratello del re, molti stranieri e personaggi di spicco delle corti europee. Il duca Carlo non si presentò al processo ma lasciò una relazione scritta nella quale addossava la colpa a Mornay scagionandosi dalle accuse. Altro importante testimone fu il servitore inglese di Carlo, Sigfrid Preston, e le testimonianze dei mercenari scozzesi, in particolare di Gilbert Balfour. Charles de Mornay ammise quindi le sue colpe.
Non venne mai chiarito del tutto chi furono i partecipanti al complotto, ad ogni modo si sospetta che tra i cospiratori vi fossero Hogenskild Bielke, Gustaf Banér e Pontus De la Gardie, la principessa Elisabetta di Svezia, la principessa Cecilia di Svezia ed il duca Carlo.
Charles de Mornay rivelò inoltre che uno degli intenti dei cospiratori era quello di innalzare la dote della principessa Elisabetta da 100 000 a 150 000 talleri di modo che avrebbe potuto contrarre un matrimonio di più alto lignaggio. Elisabetta era stata suggerita a Enrico III di Francia come possibile moglie nel 1574 e che proprio sul punto della dote troppo bassa si era discusso con l'ambasciatore francese in Svezia.
Per quanto riguarda la principessa Cecilia, Giovanni III sospettava di lei già dal 1573 quando l'aveva fatta allontanare dal suo castello a Stoccolma e poi aveva dato ordine al governatore dell'Östergötland di badare ai suoi spostamenti Cecilia.
Il 29 agosto, Charles de Mornay venne riconosciuto colpevole di tradimento nei confronti di re Giovanni III e di aver causato l'esecuzione dell'innocente capitano Hugh Cahun. Il ruolo del duca Carlo, che se non fu parte attiva fu quantomeno informato dei fatti, venne taciuto per ordine del re. Fu ad ogni modo proprio Carlo a richiedere la grazia per Charles de Mornay tramite i nobili Erik e Johan Sparre, nipoti della moglie di Mornay, Anna Trolle, ma senza successo. Mornay venne giustiziato a Stoccolma il 4 settembre 1574. Archibald Ruthwen e Gilbert Balfour vennero pure giustiziati in quella medesima giornata.